# 三井芦別駅
三井芦別駅（みついあしべつえき）は、北海道芦別市西芦別町にあった三井芦別鉄道の駅（廃駅）である。1972年当時、駅前には配給所があり、買い物ができた模様。

## 歴史
- 1940年（昭和15年）11月28日 : 三井鉱業所専用鉄道の終着駅として開業。当時の駅名は西芦別駅（貨物駅）[2]。
- 1942年（昭和17年）5月5日 : 小型客車による旅客取り扱い開始[2]。
- 1945年（昭和20年）12月15日 : 当駅 - 頼城駅間が延伸開業。
- 1949年（昭和24年）1月20日 : 地方鉄道（三井鉱山）に転換。同時に三井芦別駅に改称[2]。
- 1960年（昭和35年）10月1日 : 三井芦別鉄道に移管。
- 1972年（昭和47年）6月1日 : 旅客取り扱い廃止[2]。貨物駅となる。
- 1989年（平成元年）3月26日 : 廃止[2]。

### 現在
2018年現在も駅舎は残っている。
2022年現在も駅舎は残っており、リサイクル会社の社屋兼作業場として利用されている。

## 隣の駅
三井芦別鉄道
三井芦別鉄道線
山の手町停留場 - 三井芦別駅 - 入山停留場